# Alkanna attilae
Alkanna attilae là loài thực vật có hoa trong họ Mồ hôi. Loài này được P.H.Davis mô tả khoa học đầu tiên năm 1956.